# Karl von Lothringen

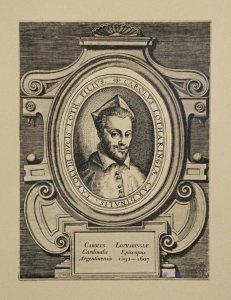
Kardinal Karl von Lothringen

Kardinalswappen (schematische Darstellung)

Karl von Lothringen (franz. Charles de Lorraine-Vaudémont (III) (* 1. Juli 1567 in Nancy; † 24. November 1607 ebenda) war Bischof von Metz und Straßburg sowie Kardinal der Römischen Kirche.

## Leben und Wirken

### Herkunft
Karl von Lothringens Eltern waren der Herzog Karl III. von Lothringen und Claudia von Valois. Kurfürst Maximilian I. von Bayern, der seine Schwester Elisabeth geheiratet hatte, war der Schwager des Prinzen. Seine Tante Renata von Lothringen, die Schwester seines Vaters, wird als Selige verehrt. Prinz Karl studierte an der Universität Pont-à-Mousson und an der Sorbonne zu Paris.

### Bischof von Metz und Kardinal
Bereits als Kind ernannte man Prinz Karl von Lothringen am 18. Juli 1578 zum Bischof von Metz, was jedoch wegen seines Alters nur eine Titulatur bedeutete; die Priester- und Bischofsweihe erhielt er erst Jahre später. Bis zum Erreichen des kanonischen Weihealters verfügte der Papst die Verwaltung des Bistums durch Bischof Nikolaus Bosmard von Verdun. Am 22. August 1585 übertrug der Hl. Stuhl dem Prinzen Karl die Leitung der weltlichen und 1586 auch der geistlichen Angelegenheiten.
Mit Hilfe des Jesuitenordens setzte Karl sich in Metz für eine kirchliche Erneuerung im Sinne des Konzils von Trient ein, hielt 1588 eine Diözesansynode ab und siedelte in seinem Sprengel Kapuziner sowie Paulaner an. Papst Sixtus V. erhob Karl von Lothringen im Konsistorium vom 20. Dezember 1589 zum Kardinal, Gregor XIV. ernannte ihn am 5. April 1591 während einer Romreise zum Kardinaldiakon mit dem Titel von  Sant’Agata in Suburra. Zugleich bestellte er ihn zum Apostolischen Legaten für die Herzogtümer Lothringen und Bar sowie die Drei Bistümer. Während der Abwesenheit seines Vaters übernahm Prinz Karl mehrfach die Verwaltung der beiden Herzogtümer Lothringen und Bar. Der Vater versuchte beim Papst ein Bistum in Nancy für ihn zu errichten, was aber scheiterte.

### Bischof von Straßburg
Karl von Lothringen wurde 1592 zum Bischof von Straßburg gewählt, konnte sein Amt aber erst nach längeren Streitigkeiten antreten. Der Kölner Fürstbischof und Kurfürst Gebhard Truchseß von Waldburg, der zum protestantischen Bekenntnis übergetreten war und Gräfin Agnes von Mansfeld geheiratet hatte, zog sich nach seiner Vertreibung in das Stift Straßburg zurück, wo er als Domherr starb. Mit ihm kamen auch andere protestantische Domkapitulare aus Köln, da sie am hiesigen Domstift Pfründen besaßen. Durch die Unterstützung der mehrheitlich protestantischen Bürger Straßburgs konnten sie das Domkapitel unter ihre Kontrolle bringen.
Die katholischen Domherren zogen sich mit Bischof Johann IV. von Manderscheid-Blankenheim nach Saverne zurück und erklärten sich selbst für das einzig rechtmäßige Kapitel der Diözese Straßburg, was auch vom Hl. Stuhl bestätigt wurde.
Bischof Johann von Manderscheid starb 1592 und es kam zu einer Doppelwahl. Das protestantische Domkapitel erwählte den 15-jährigen Markgrafen Johann Georg von Brandenburg zum neuen Bischof, was jedoch vom Heiligen Stuhl nicht anerkannt wurde. Die katholischen Domherren wählten hingegen am 9. Juni 1592 den Bischof von Metz, Karl von Lothringen, zum neuen Straßburger Oberhirten. Die Wahl wurde am 1. Juli 1592 von Papst Clemens VIII. bestätigt. Karl von Lothringen konnte sein Amt jedoch nur bedingt ausüben, da der unmündige Gegenbischof Johann Georg von Brandenburg bzw. die hinter ihm stehende protestantische Fraktion das Bistum besetzt hielten.
Es kam zum sogenannten Straßburger Kapitelstreit mit  bewaffneten Auseinandersetzungen zwischen beiden Parteien, welche 1593 durch einen vorläufigen Kompromiss endeten, der Karl von Lothringen im linksrheinischen und Johann Georg im rechtsrheinischen Teil des Bistums die Vorherrschaft überließ. Letzterer führte in seinem Gebiet die Reformation ein, hob unter anderem die Klöster Allerheiligen und Ettenheimmünster auf und verpfändete sie an den Herzog Friedrich I. von Württemberg.
Schließlich beendete Kaiser Rudolf II. die politische Spaltung des Bistums 1599 mit einem Votum für Karl von Lothringen. Trotz päpstlicher und kaiserlicher Ablehnung verzichtete Johann Georg von Brandenburg erst am 22. November 1604 im  Hagenauer Vertrag gegen Zahlung von 130.000 Goldstücken und einer lebenslangen Rente von 9.000 Gulden jährlich auf seine Ansprüche.
Bischof Karl von Lothringen konnte danach von seinem kompletten Bistum Besitz ergreifen. Der Prinz erneuerte die Diözese nachhaltig. Schon ab 1596 hatte er mit einer Klerusreform und Visitationen nach dem Vorbild des Heiligen Karl Borromäus begonnen, er förderte die Wallfahrten auf dem Odilienberg und in Marienthal, hielt 1605 eine Diözesansynode ab und unterstützte die Niederlassungen der Jesuiten.

### Krankheit, Tod
Karl von Lothringen starb in Nancy infolge eines schmerzhaften Rückenmarkleidens, an dem er seit seinem 25. Lebensjahr gelitten hatte. Er konnte zeitweise nicht mehr gehen, reiten oder fahren, sondern musste sich stets in einer Sänfte tragen lassen. Außerdem befiel ihn eine Lähmung, welche nur der Zunge Bewegung übrig ließ, dabei wurde er von starken Schmerzen geplagt. Ab 1602 befand er sich besser, war großteils frei von Schmerzen und konnte wenigstens die Hand zum Schreiben gebrauchen; dennoch blieb er ans Bett gefesselt. Trotz seiner Gebrechlichkeit und der ungünstigen Zeitumstände gelang es ihm jedoch, in zwei Diözesen die Reformen des Konzils von Trient umzusetzen.

## Würdigung
Der Schriftsteller Martin Meurisse (1584–1644) charakterisiert Kardinal Karl von Lothringen folgendermaßen: 

„Er hatte einen ausgezeichneten Geist, ein sicheres Urteil, große Erfahrung in den Staatsgeschäften und ein sehr glückliches Gedächtnis, zugleich war er ungemein sanft, herablassend, gütig, fromm und freigebig; er trug große Sorge um seine Untertanen und besuchte sie oft, um ihre Klagen anzuhören und er richtete seinen Geist mit Sorgfalt auf alles, was die Ehre Gottes und das Heil der Seelen betraf.“